# ویشتنشتاین
ویشتنشتاین (به آلمانی: Vichtenstein) یک منطقهٔ مسکونی در اتریش است که در ناحیه شاردینگ واقع شده‌است. ویشتنشتاین ۱۰٫۷۷ کیلومتر مربع مساحت دارد ۵۵۴ متر بالاتر از سطح دریا واقع شده‌است.